# Sveateț, Teofipol
Sveateț (în ucraineană Святець) este localitatea de reședință a comunei Sveateț din raionul Teofipol, regiunea Hmelnîțkîi, Ucraina.

## Demografie
Componența lingvistică a localității Sveateț
     Ucraineană (99,26%)
     Alte limbi (0,39%)
Conform recensământului din 2001, majoritatea populației localității Sveateț era vorbitoare de ucraineană (99,26%), existând în minoritate și vorbitori de alte limbi.